# چوگورو کایئونجی
چوگورو کایئونجی (به ژاپنی: 海音寺 潮五郎, Kaionji Chōgorō); ۵ نوامبر ۱۹۰۱ – ۱ دسامبر ۱۹۷۷) نویسنده اهل ژاپن بود.
وی همچنین برندهٔ جوایزی همچون جایزه نائوکی و شخصیت دارای شایستگی فرهنگی شده است.